# Lijst van gemeenten in het departement Loiret
Hieronder volgt een lijst van de 334 gemeenten (communes) in het Franse departement Loiret (departement 45).

## A
Adon
- Aillant-sur-Milleron
- Amilly
- Andonville
- Ardon
- Artenay
- Aschères-le-Marché
- Ascoux
- Attray
- Audeville
- Augerville-la-Rivière
- Aulnay-la-Rivière
- Autruy-sur-Juine
- Autry-le-Châtel
- Auvilliers-en-Gâtinais
- Auxy

## B
Baccon
- Le Bardon
- Barville-en-Gâtinais
- Batilly-en-Gâtinais
- Batilly-en-Puisaye
- Baule
- Bazoches-les-Gallerandes
- Bazoches-sur-le-Betz
- Beauchamps-sur-Huillard
- Beaugency
- Beaulieu-sur-Loire
- Beaune-la-Rolande
- Bellegarde
- Le Bignon-Mirabeau
- Boësses
- Boigny-sur-Bionne
- Boiscommun
- Boismorand
- Boisseaux
- Bondaroy
- Bonnée
- Bonny-sur-Loire
- Bordeaux-en-Gâtinais
- Les Bordes
- Bou
- Bougy-lez-Neuville
- Bouilly-en-Gâtinais
- Boulay-les-Barres
- Bouzonville-aux-Bois
- Bouzy-la-Forêt
- Boynes
- Bray-en-Val
- Breteau
- Briare
- Briarres-sur-Essonne
- Bricy
- Bromeilles
- Bucy-le-Roi
- Bucy-Saint-Liphard
- La Bussière

## C
Cepoy
- Cercottes
- Cerdon
- Cernoy-en-Berry
- Césarville-Dossainville
- Chailly-en-Gâtinais
- Chaingy
- Châlette-sur-Loing
- Chambon-la-Forêt
- Champoulet
- Chanteau
- Chantecoq
- La Chapelle-Onzerain
- La Chapelle-Saint-Mesmin
- La Chapelle-Saint-Sépulcre
- La Chapelle-sur-Aveyron
- Chapelon
- Le Charme
- Charmont-en-Beauce
- Charsonville
- Châteauneuf-sur-Loire
- Château-Renard
- Châtenoy
- Châtillon-Coligny
- Châtillon-le-Roi
- Châtillon-sur-Loire
- Chaussy
- Chécy
- Chevannes
- Chevillon-sur-Huillard
- Chevilly
- Chevry-sous-le-Bignon
- Chilleurs-aux-Bois
- Les Choux
- Chuelles
- Cléry-Saint-André
- Coinces
- Combleux
- Combreux
- Conflans-sur-Loing
- Corbeilles
- Corquilleroy
- Cortrat
- Coudray
- Coudroy
- Coullons
- Coulmiers
- Courcelles
- Courcy-aux-Loges
- La Cour-Marigny
- Courtemaux
- Courtempierre
- Courtenay
- Cravant
- Crottes-en-Pithiverais

## D
Dadonville
- Dammarie-en-Puisaye
- Dammarie-sur-Loing
- Dampierre-en-Burly
- Darvoy
- Desmonts
- Dimancheville
- Donnery
- Dordives
- Douchy
- Dry

## E
Échilleuses
- Égry
- Engenville
- Épieds-en-Beauce
- Erceville
- Ervauville
- Escrennes
- Escrignelles
- Estouy

## F
Faverelles
- Fay-aux-Loges
- Feins-en-Gâtinais
- Férolles
- Ferrières-en-Gâtinais
- La Ferté-Saint-Aubin
- Fleury-les-Aubrais
- Fontenay-sur-Loing
- Foucherolles
- Fréville-du-Gâtinais

## G
Gaubertin
- Gémigny
- Germigny-des-Prés
- Gidy
- Gien
- Girolles
- Givraines
- Gondreville
- Grangermont
- Greneville-en-Beauce
- Griselles
- Guigneville
- Guilly
- Gy-les-Nonains

## H
Huêtre
- Huisseau-sur-Mauves

## I
Ingrannes
- Ingré
- Intville-la-Guétard
- Isdes

## J
Jargeau
- Jouy-en-Pithiverais
- Jouy-le-Potier
- Juranville

## L
Laas
- Labrosse
- Ladon
- Lailly-en-Val
- Langesse
- Léouville
- Ligny-le-Ribault
- Lion-en-Beauce
- Lion-en-Sullias
- Lombreuil
- Lorcy
- Lorris
- Loury
- Louzouer

## M
Mainvilliers
- Malesherbes
- Manchecourt
- Marcilly-en-Villette
- Mardié
- Mareau-aux-Bois
- Mareau-aux-Prés
- Marigny-les-Usages
- Marsainvilliers
- Melleroy
- Ménestreau-en-Villette
- Mérinville
- Messas
- Meung-sur-Loire
- Mézières-lez-Cléry
- Mézières-en-Gâtinais
- Mignères
- Mignerette
- Montargis
- Montbarrois
- Montbouy
- Montcorbon
- Montcresson
- Montereau
- Montigny
- Montliard
- Mormant-sur-Vernisson
- Morville-en-Beauce
- Le Moulinet-sur-Solin
- Moulon

## N
Nancray-sur-Rimarde
- Nangeville
- Nargis
- Nesploy
- Neuville-aux-Bois
- La Neuville-sur-Essonne
- Neuvy-en-Sullias
- Nevoy
- Nibelle
- Nogent-sur-Vernisson
- Noyers

## O
Oison
- Olivet
- Ondreville-sur-Essonne
- Orléans
- Ormes
- Orveau-Bellesauve
- Orville
- Ousson-sur-Loire
- Oussoy-en-Gâtinais
- Outarville
- Ouvrouer-les-Champs
- Ouzouer-des-Champs
- Ouzouer-sous-Bellegarde
- Ouzouer-sur-Loire
- Ouzouer-sur-Trézée

## P
Pannecières
- Pannes
- Patay
- Paucourt
- Pers-en-Gâtinais
- Pierrefitte-ès-Bois
- Pithiviers
- Pithiviers-le-Vieil
- Poilly-lez-Gien
- Préfontaines
- Presnoy
- Pressigny-les-Pins
- Puiseaux

## Q
Quiers-sur-Bézonde

## R
Ramoulu
- Rebréchien
- Rouvray-Sainte-Croix
- Rouvres-Saint-Jean
- Rozières-en-Beauce
- Rozoy-le-Vieil
- Ruan

## S
Saint-Aignan-des-Gués
- Saint-Aignan-le-Jaillard
- Saint-Ay
- Saint-Benoît-sur-Loire
- Saint-Brisson-sur-Loire
- Saint-Cyr-en-Val
- Saint-Denis-de-l'Hôtel
- Saint-Denis-en-Val
- Saint-Firmin-des-Bois
- Saint-Firmin-sur-Loire
- Saint-Florent
- Sainte-Geneviève-des-Bois
- Saint-Germain-des-Prés
- Saint-Gondon
- Saint-Hilaire-les-Andrésis
- Saint-Hilaire-Saint-Mesmin
- Saint-Hilaire-sur-Puiseaux
- Saint-Jean-de-Braye
- Saint-Jean-de-la-Ruelle
- Saint-Jean-le-Blanc
- Saint-Loup-de-Gonois
- Saint-Loup-des-Vignes
- Saint-Lyé-la-Forêt
- Saint-Martin-d'Abbat
- Saint-Martin-sur-Ocre
- Saint-Maurice-sur-Aveyron
- Saint-Maurice-sur-Fessard
- Saint-Michel
- Saint-Péravy-la-Colombe
- Saint-Père-sur-Loire
- Saint-Pryvé-Saint-Mesmin
- Saint-Sigismond
- Sandillon
- Santeau
- Saran
- Sceaux-du-Gâtinais
- Seichebrières
- La Selle-en-Hermoy
- La Selle-sur-le-Bied
- Semoy
- Sennely
- Sermaises
- Sigloy
- Solterre
- Sougy
- Sully-la-Chapelle
- Sully-sur-Loire
- Sury-aux-Bois

## T
Tavers
- Thignonville
- Thimory
- Thorailles
- Thou
- Tigy
- Tivernon
- Tournoisis
- Traînou
- Treilles-en-Gâtinais
- Triguères
- Trinay

## V
Vannes-sur-Cosson
- Varennes-Changy
- Vennecy
- Vieilles-Maisons-sur-Joudry
- Vienne-en-Val
- Viglain
- Villamblain
- Villemandeur
- Villemoutiers
- Villemurlin
- Villeneuve-sur-Conie
- Villereau
- Villevoques
- Villorceau
- Vimory
- Vitry-aux-Loges
- Vrigny

## Y
Yèvre-la-Ville